# メルテンス型擬態
メルテンス型擬態（メルテンスがたぎたい、英: Emsleyan mimicry、Mertensian mimicry、メルテンス擬態とも）は、強毒性の動物が捕食されないために、学習することができるレベルの非致死性の弱毒の動物と同じような擬態をする擬態のことである。

## 概要
強毒性の動物はそのまま捕食されると被食者も死ぬ上、捕食者が必ず死ぬため、捕食者への学習機会が損なわれる。そのため、弱毒性の動物を食べた捕食者が次からは同じような模様の動物を食べなくなることを利用して、強毒性の動物が捕食されないために、学習することができるレベルの非致死性の弱毒の動物と同じような擬態をするというのがメルテンス型擬態である。一般的には、その特徴から「ミューラー型擬態」に包含されることも多い。
また、北海道大学の研究では、研究に用いた南アメリカのサンゴヘビ種群の18属約75種(うち、1属のみ有毒)からこの傾向が見られ、微毒種への警戒から捕食者がその仲間全てを避ける動きが確認されている。

## 警戒方法
この防衛的擬態は正と負の頻度依存淘汰で説明され、特にサンゴヘビ種やウミヘビなどで確認することができる。また、その捕食確率の減少は捕食者に提供される手掛かり刺激の信頼性を操作することで、エサの見かけと味や毒との連合が成立することで、特定の視覚刺激の印象と特定の身体変化の印象とを結びつけることにより生じている。モーガンの実験を例にとると、警告色の毛虫が不味く、青虫が美味しいという経験は、信号検出理論における「hit」「correct」「reject」となり、その後コード系が一度完成してしまえば、捕食されることがなくなることから、コード系の随伴性への信頼度が低下しても、その検証ができないことから、コード系への体験的な信頼性は低下しない。